# The Climbers (1927)

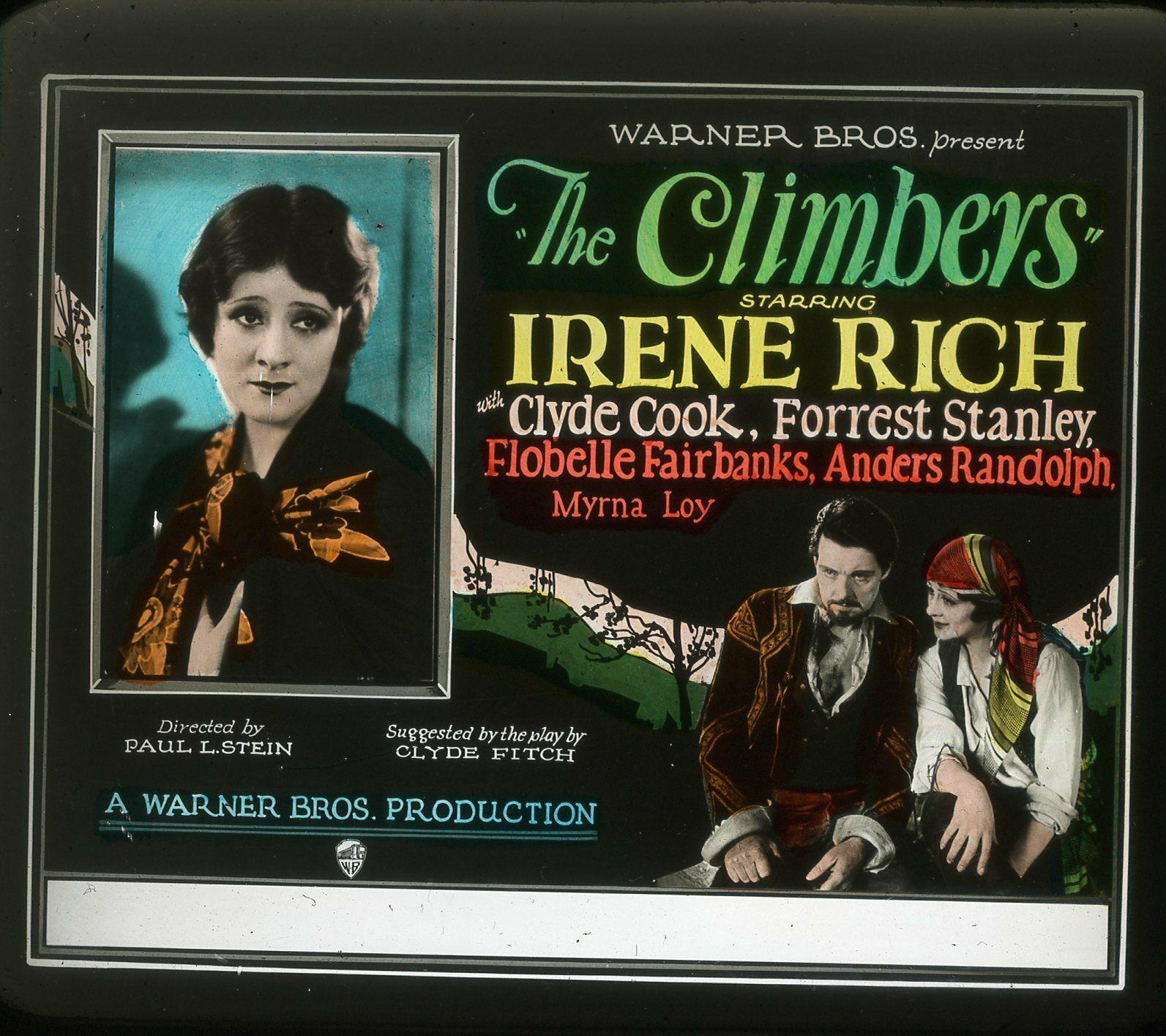
Imagem promocionlal

The Climbers é um filme mudo do gênero romance produzido nos Estados Unidos e lançado em 1927. É considerado um filme perdido.